# Prorodontidae
Famille
Les Prorodontidae sont une famille de Ciliés de l'ordre  des Prostomatida (classe des Prostomatea). 

## Étymologie
Le nom de la famille vient du genre type Prorodon, dérivé du grec ancien πρό / pró, « devant, en avant », et ὁδούς / odoús, « dent », faisant référence à l'orientation de la ciliation de leur « brosse » qui est parallèle à leur ciliation somatique.
En particulier pour l'espèce Prorodon aklitolophon Hiller & Bardele, 1988, l'épithète spécifique aklitolophon, qui signifie : « ne pas se pencher vers la brosse », fait référence au fait que les cinéties somatiques ne sont pas inclinées vers la brosse. 

## Description
Les Prorodontidae ont une taille moyenne (80-200 µm) à grande (> 200 µm). Leur forme est ovoïde. Ils vivent en nage libre. Leur ciliation somatique est holotriche (c’est-à-dire homogène). Leur « brosse » est comme une extension non fermée de leur ciliation circumorale. Leur région orale est subapicale, comme un sillon allongé. Leur macronoyau est en forme de ruban. Ils peuvent avoir de multiples micronoyaux. Au moins une vacuole contractile est présente. Leur cytoprocte n’a pas été observé. Ils se nourrissent d'autres protistes (dont certains peuvent même être d’autres ciliés), et de petits métazoaires.

## Habitat
Les Prorodontidae vivent majoritairement en eau douce.

## Liste des genres
Selon GBIF (4 septembre 2024) :
- Paraprorodon Foissner, 1983[4]
- Peridion Vuxanovici, 1962
- Peridionella Vuxanovici, 1963
- Prorodon Ehrenberg, 1834 genre type
  - Genres synonymes : Gymnopharynx Diesing, 1866 ; Habrodon Perty, 1852 ; Pseudoprorodon[4]
  - Espèce type : Prorodon niveus Ehrenberg, 1834
- Pseudoprorodon Blochmann, 1895[4]
- Spiroprorodon Fenchel & Lee, 1972

Selon Lynn (2010) :
- Prorodon Ehrenberg, 1834

## Systématique
Le nom valide de ce taxon est Prorodontidae Kent, 1881.
En 1994, Wilhelm Foissner, Helmut Berger (d) et Fritz Kohmann (d) ont découvert des problèmes avec la nomenclature des genres Holophrya, Prorodon et Pseudoprorodon, ce qui a nécessité d'appliquer le nom Prorodon à des ciliés similaires à l’espèce type Prorodon niveus Ehrenberg, 1834. Le genre Prorodon présente la forme de ce qui était auparavant connu sous le nom de Pseudoprorodon, lequel est un synonyme objectif de Prorodon.